# Gold (альбом Rush)
| Оценки критиков               | Оценки критиков |
| Источник                      | Оценка          |
| ----------------------------- | --------------- |
| AllMusic                      | [ 1 ]           |
| The Rolling Stone Album Guide | [ 2 ]           |
| Sea of Tranquility            | [ 3 ]           |

Gold — сборник лучших песен канадской рок-группы Rush, изданный 25 апреля 2006 года на лейбле Mercury Records. По сути, он объединяет песни из двух ретроспективных компиляций группы — Retrospective I и Retrospective II (первый и второй диски, соответственно), за исключением композиции «Something for Nothing», которая была заменена на «Working Man».

## Список композиций

### Диск I
1. «The Spirit of Radio»
2. «The Trees»
3. «Freewill»
4. «Xanadu»
5. «Bastille Day»
6. «By-Tor and the Snow Dog»
7. «Anthem»
8. «Closer to the Heart»
9. «2112: Overture»
10. «2112: The Temples of Syrinx»
11. «La Villa Strangiato»
12. «Fly By Night»
13. «Finding My Way»
14. «Working Man»

### Диск II
1. «The Big Money»
2. «Red Barchetta»
3. «Subdivisions»
4. «Time Stand Still»
5. «Mystic Rhythms»
6. «The Analog Kid»
7. «Distant Early Warning»
8. «Marathon»
9. «The Body Electric»
10. «Mission»
11. «Limelight»
12. «Red Sector A»
13. «New World Man»
14. «Tom Sawyer»
15. «Force Ten»

## Участники записи
- Гедди Ли — вокал, бас-гитара, синтезаторы
- Алекс Лайфсон — гитары (электрогитара и акустическая)
- Нил Пирт — ударные, перкуссия
- Джон Ратси[англ.] — ударные на «Finding My Way» и «Working Man»